# Parafia św. Józefa w Starej Dąbrowie
Parafia pw. św. Józefa w Starej Dąbrowie – rzymskokatolicka parafia należąca do dekanatu Stargard Wschód, archidiecezji szczecińsko-kamieńskiej, metropolii szczecińsko-kamieńskiej, przy kościele św. Józefa. Erygowana 5 czerwca 1957. Jej proboszczem był  ks. Michał Jaskowski. Od 2023 proboszczem parafii jest  ks. Witold Seredyński. 

## Miejsca święte

### Kościół parafialny
- Kościół św. Józefa w Starej Dąbrowie

### Kościoły filialne i kaplice
- Kościół Matki Boskiej Częstochowskiej w Kicku
- Kościół Matki Bożej Pocieszenia w Nowej Dąbrowie
- Kościół św. Stanisława w Krzywnicy